# Nikolaj Bogdanov-Belski

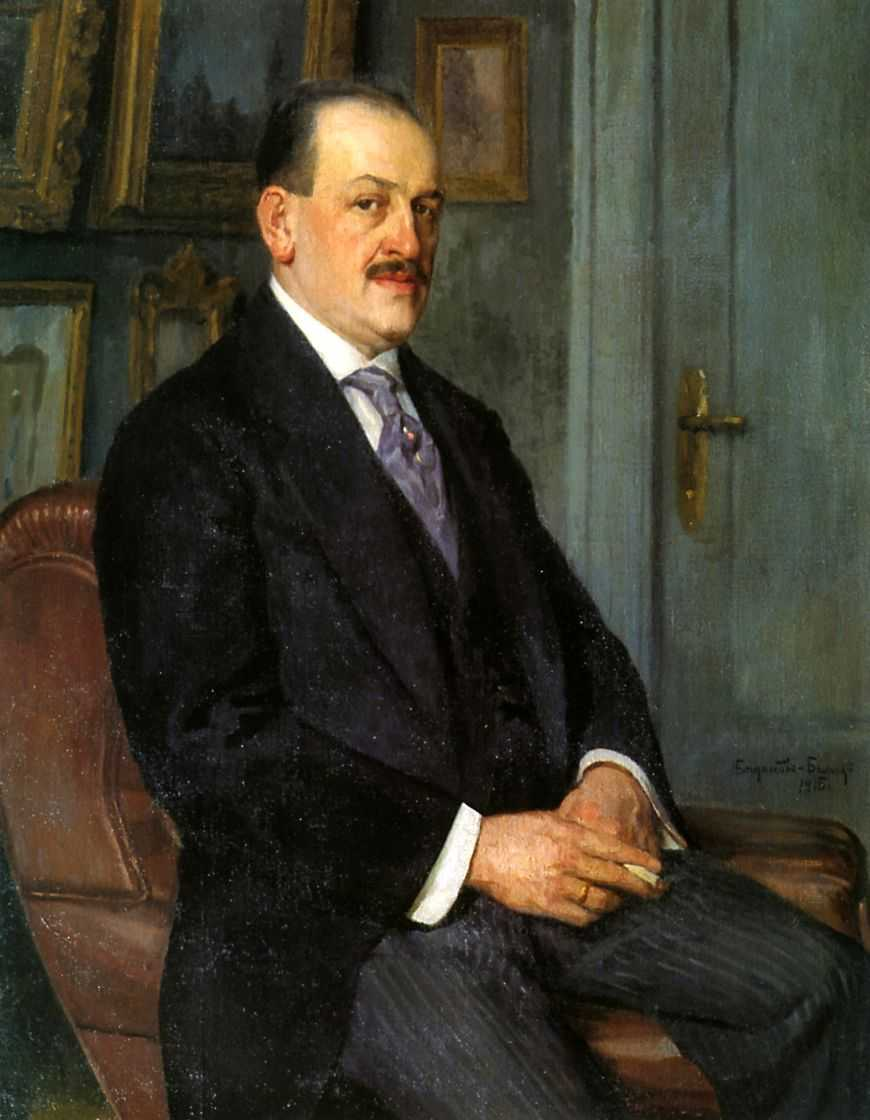
Bogdanov-Belsky, zelfportret, 1915

Nikolaj Petrovitsj Bogdanov-Belski (Russisch: Никола́й Петро́вич Богда́нов-Бе́льский; nabij Smolensk, 8 december 1868 – Berlijn, 19 februari 1945) was een Russisch kunstschilder.

## Leven en werk
Bogdanov-Belski leerde iconen schilderen aan de Troitse-Sergieva Lavra en studeerde later aan de kunstacademies te Moskou en Sint-Petersburg. Aan het einde van de 19e eeuw werkte hij een periode in Parijs. Daarna werkte hij voornamelijk in Riga.
Bogdanov-Belski is een typische genreschilder, vooral van boerentaferelen, portretten en impressionistische landschappen. Hij was lid van de schildersgroepering De Zwervers en van het Archip Koeindzji-genootschap, waarvan hij van 1913 tot 1918 ook voorzitter was. In 1914 werd hij lid van de Petersburgse kunstacademie en ging hij ook doceren.

## Werk (galerij)

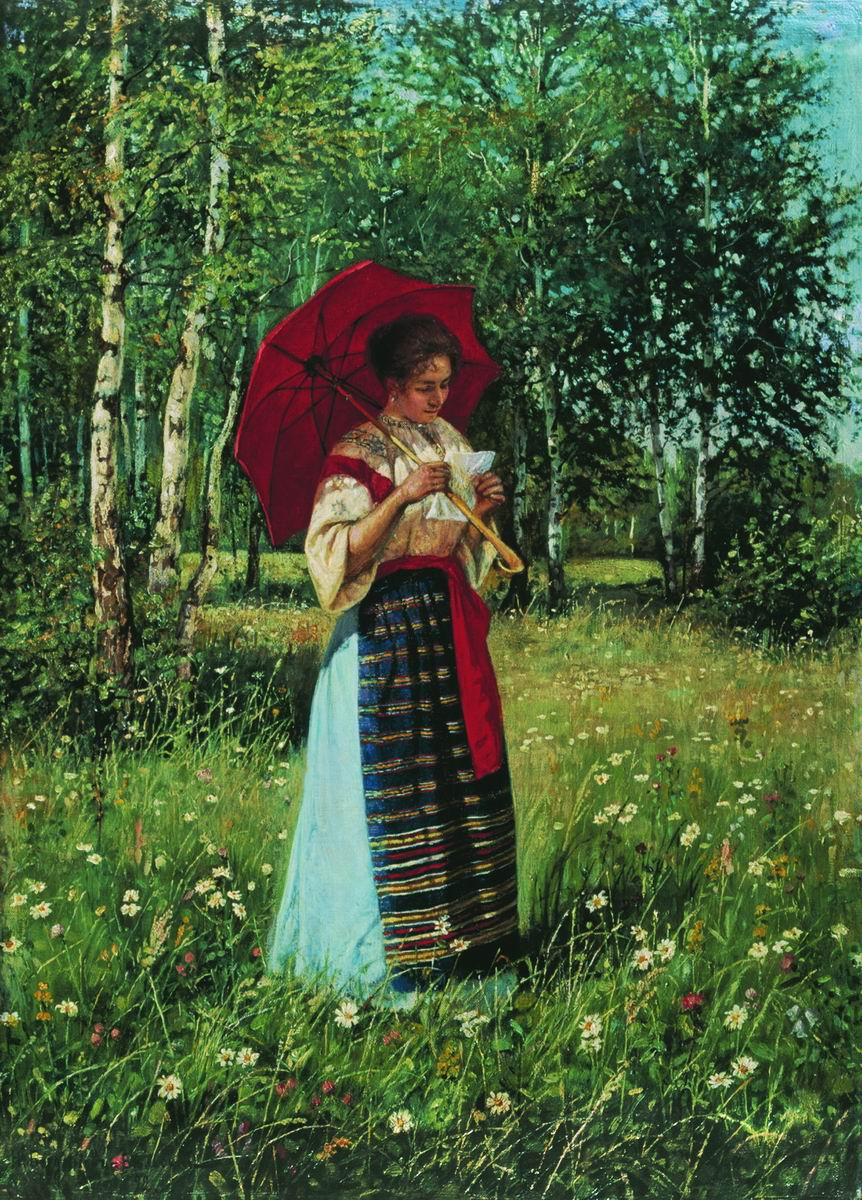
Een brief lezen, 1892
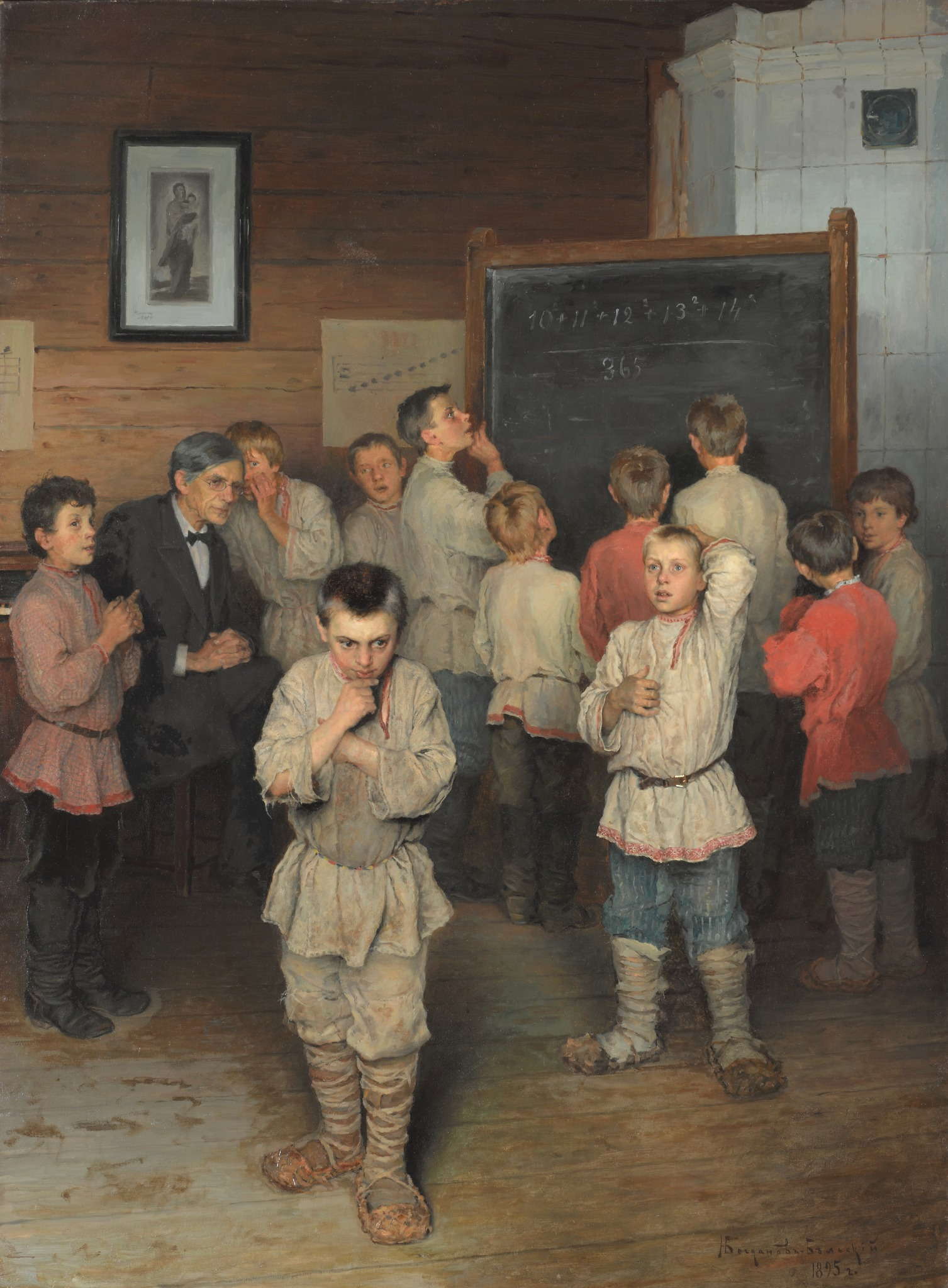
Hoofdrekenen, 1895
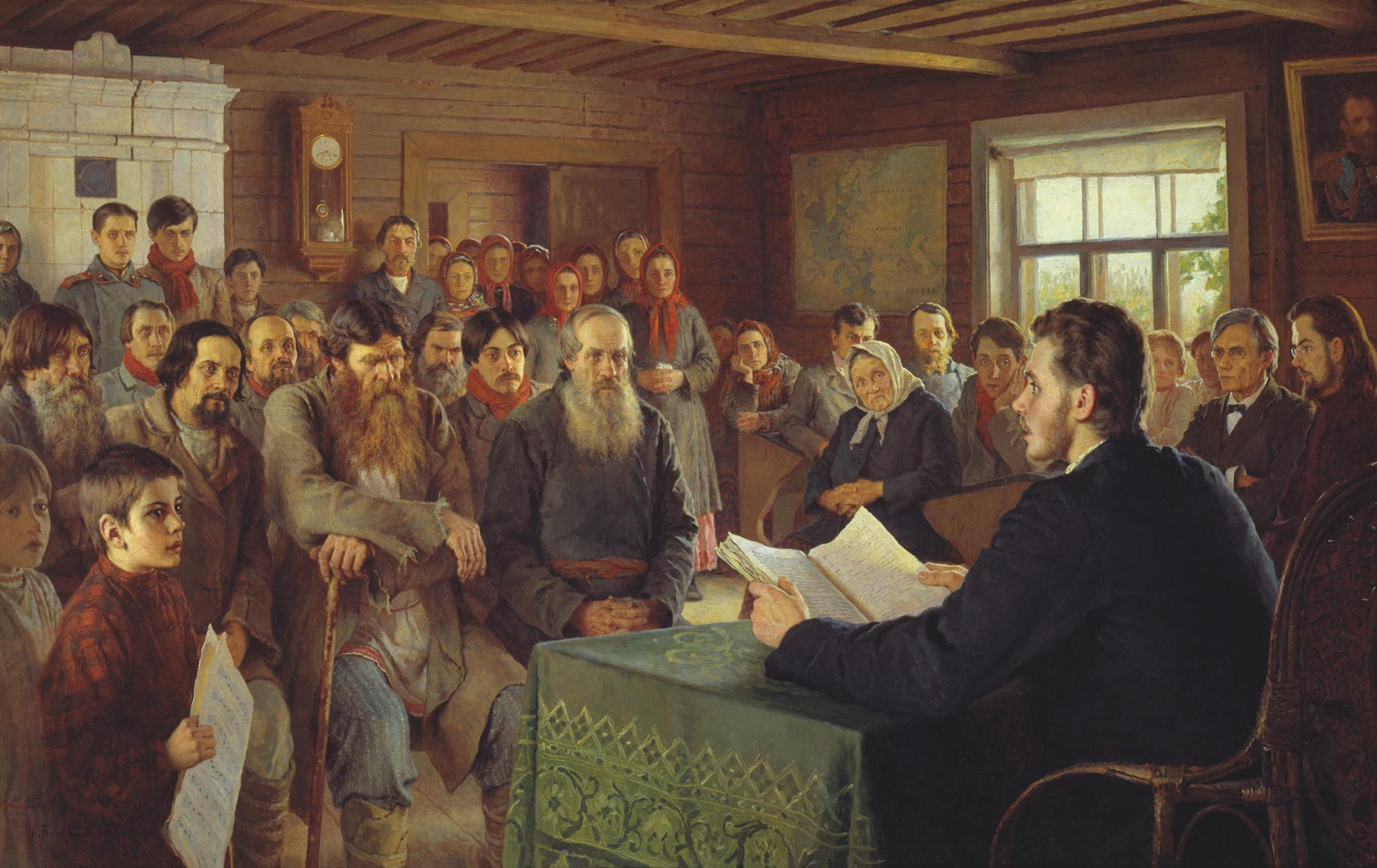
Zondagslezing op een dorpsschool, 1895
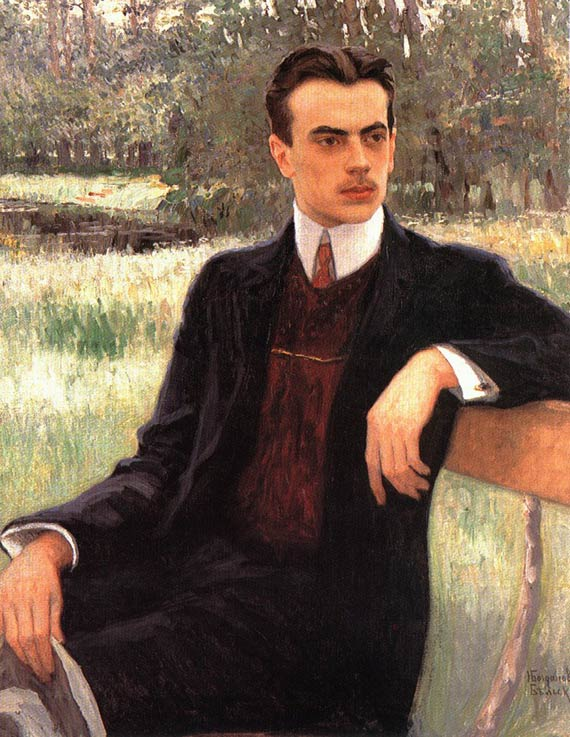
Portret Nikolaj Joesoepov, 1911